# 숌퍼이 페테르
숌퍼이 페테르(헝가리어: Somfai Péter, 1980년 4월 2일~)는 헝가리의 펜싱 선수로 주 종목은 에페이다. 2016년 하계 올림픽 남자 에페 단체전에서 동메달을 획득했고 세계 선수권 대회에서 은메달 2개, 동메달 2개를 획득했다.